# Hiếu Thành Nhân Hoàng hậu
Hiếu Thành Nhân Hoàng hậu (chữ Hán: 孝誠仁皇后, tiếng Mãn: ᡥᡳᠶᠣᠣᡧᡠᠩᡤᠠ
ᡠᠨᡝᠩᡤᡳ
ᡤᠣᠰᡳᠨ
ᡥᡡᠸᠠᠩᡥᡝᠣ, Möllendorff: hiyoošungga unenggi gosin hūwangheo, Abkai: hiyouxungga unenggi gosin hvwangheu; 26 tháng 11 năm 1653 – 16 tháng 6 năm 1674), còn được biết đến với thụy hiệu ban đầu là Nhân Hiếu Hoàng hậu (仁孝皇后), là nguyên phối Hoàng hậu của Thanh Thánh Tổ Khang Hi Đế, sinh mẫu của Phế Hoàng thái tử, Lý Mật Thân vương Dận Nhưng.
Suốt cuộc đời Khang Hi Đế, bà là vị Hoàng hậu khiến vị Hoàng đế dù có hậu cung đông đảo này không bao giờ quên được. Đến tận vài chục năm sau, sau khi Hoàng hậu qua đời, Khang Hi Đế vẫn vào ngày giỗ của bà, dành trọn một ngày ở bên mộ của bà, không làm gì khác dù có quốc sự quan trọng. Sự trân trọng bà còn thể hiện ở chỗ Khang Hi Đế nhất quyết lập con trai bà, Dận Nhưng mới 2 tuổi làm Hoàng thái tử, trở thành điển cố có một không hai.
Bà cũng là một trong 4 vị Hoàng hậu chính thức của nhà Thanh có lễ đại hôn, tức là phong Hoàng hậu ngay ngày đại hôn lễ, rước kiệu đi qua Đại Thanh môn, mà không phải từ Tiềm để phong lên hay Phi tần tấn phong. Những người kia là: Phế hậu Tĩnh phi, Hiếu Triết Nghị Hoàng hậu và Hiếu Định Cảnh Hoàng hậu.

## Gia tộc hiển quý

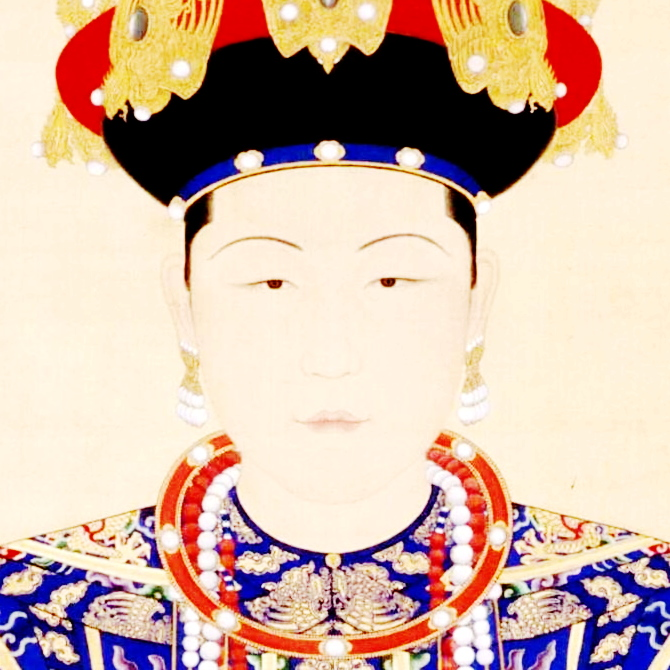
Hiếu Thành Nhân Hoàng hậu Hách Xá Lý thị.

Hiếu Thành Nhân Hoàng hậu sinh ngày 7 tháng 10 (âm lịch) năm Thuận Trị thứ 10 (1653), xuất thân từ Hách Xá Lý thị, thuộc Mãn Châu Chính Hoàng kỳ. Hách Xá Lý thị truyền thế cổ xưa, xuất xứ từ thời kỳ nhà Đường, lại có liên hệ với Hung Nô, Mông Cổ.
Đầu thời Hậu Kim, có người tộc Hách Xá Lý là Thạc Sắc (硕色), thế cư Điền Anh Ngạch, sau dời đến Cáp Đạt, đã cùng em trai Hi Phúc (希福) vào thời Thanh Thái Tổ Nỗ Nhĩ Cáp Xích đã quy phục, Nỗ Nhĩ Cấp Xích rất vui mừng, phân vào Mãn Châu Chính Hoàng kỳ. Kỳ tịch này là một trong "Thượng tam kỳ" của quý tộc Mãn Châu, chỉ sau duy nhất Tương Hoàng kỳ. Do thông hiểu cả 3 loại ngôn ngữ Mãn - Mông - Hán, Thạc Sắc được bổ vào làm trong Văn Học quán, giữ tước hiệu Ba Khắc Thập (巴克什; có nghĩa là "người tinh thông văn hóa"), một kiểu chức vụ thời đầu Thanh có nhiệm vụ soạn văn bản và thông dịch Hán - Mông - Mãn văn; còn Hi Phúc về sau thăng Đại học sĩ của Hoằng Văn viện, rồi gia phong tước vị ["Nhị đẳng Giáp Lạt chương kinh"; 二等甲喇章京].
Con trai của Thạc Sắc là Sách Ni, cũng kế thừa cha danh hiệu "Ba Khắc Thập", thời kỳ đầu nhậm "Nhị đẳng Thị vệ", sau đó thăng làm Khải tâm lang thuộc bộ Lại, lại thăng "Tam đẳng Giáp Lạt chương kinh" (三等甲喇章京). Khi Thanh Thái Tông băng hà, Duệ Thân vương Đa Nhĩ Cổn triệu Sách Ni bàn việc, cuối cùng trong những người đó chọn lập Thuận Trị Đế. Sau một thời gian bị điều chức, đến khi Thuận Trị Đế thân chính, thì Sách Ni lại được triệu về, tiến [Nhất đẳng Bá; 一等伯], thế tập truyền đời, sau lại thăng Nội đại thần, kiêm thêm Tổng quản Nội vụ phủ. Thuận Trị Đế băng bà, Khang Hi Đế còn nhỏ, Sách Ni theo di mệnh được chỉ định là một trong bốn đại thần phụ chính, cùng Tô Khắc Tát Cáp, Át Tất Long và Ngao Bái, tận lực phò tá vị Khang Hi Đế mới 8 tuổi đăng cơ, thụ [Nhất đẳng Công; 一等公], gia tộc Hách Xá Lý thị đến lúc này mới chính thức đạt đến vinh quang.
Con trai trưởng của Sách Ni là Thị vệ Nội đại thần Cát Bố Lạt chính là cha sinh của Hiếu Thành Nhân Hoàng hậu. Một thúc phụ của bà là Sách Ngạch Đồ, đương khi làm Thị vệ, dần cất nhắc Thị lang bộ Lại. Ngoài ra, cô cô của bà Hách Xá Lý thị gả cho An Thân vương Nhạc Lạc làm Kế Phúc tấn, sinh ra anh em Mã Nhĩ Hồn. Trong nhà bà có anh trưởng Trường Thái (长泰), Luân Bố (纶布). Tuy không rõ mẹ bà là ai nhưng theo ghi nhận thì bà là con vợ lẽ, có thể 2 em gái bà cũng là như vậy. Hai em gái bà, một về sau thành Bình phi của Khang Hi Đế, một thì gả cho Pháp Khách (法喀) làm Kế thê, con trai út của Át Tất Long.

## Tham gia tuyển hậu
Vào thời điểm này, Khang Hi Đế vừa đăng cơ được 4 năm, đến nay đã tầm 12 tuổi - độ tuổi gần trưởng thành và có thể thân chính. Thể theo truyền thống, Tứ trụ đại thần gồm Ngao Bái, Sách Ni, Tô Khắc Tát Cáp và Át Tất Long thương nghị với triều đình, chuẩn bị tiến hành cân nhắc tuyển nữ tú để lập Hoàng hậu cho Hoàng đế. Hách Xá Lý thị vào lúc đó tuy chỉ mới 13 tuổi, nhưng gia tộc hiển hách, nhiều đời lương thần, lại là cháu nội của Phụ chính đại thần Sách Ni, hiển nhiên nằm trong hàng đầu. Tuy nhiên, tham gia tuyển hậu, còn có cả con gái của hai Phụ chính đại thần khác là Ngao Bái và Át Tất Long.
Trong suốt quá trình thế lực biến hóa, vị Ngao Bái ở cuối danh sách [Tứ trụ Đại thần] càng về sau càng hùng mạnh, đe dọa đến Hoàng vị của Khang Hi Đế. Trước sự lớn mạnh của Ngao Bái, Sách Ni lại chủ trương mềm mỏng, đứng ngoài vòng xoáy tranh giành giữa Ngao Bái cùng Tô Khắc Tát Cáp, chính điều này đã bị Chiêu Thánh Thái hoàng thái hậu chú ý. Cân nhắc về phương diện chính trị, Thái hoàng thái hậu nghĩ đến liên minh với Sách Ni, cân bằng và cũng như thiết lập sự vững chắc cho Hoàng vị, vì vậy bà đã chọn cháu gái Hách Xá Lý thị của Sách Ni để lập làm Hoàng hậu, và con gái của Át Tất Long làm Phi tần. Điều này khác với truyền thống chọn con cháu trong tộc Khoa Nhĩ Thấm Mông Cổ của Thái hoàng thái hậu làm Hoàng hậu như các đời trước, cho thấy một tâm lý vì đại cuộc rất trọng thể của Chiêu Thánh.
Bên cạnh đó, Chiêu Thánh Thái hoàng thái hậu cũng gạt thẳng con gái của Ngao Bái ra khỏi vòng này, biết được điều đó thì Ngao Bái tức giận. Ông nhiều lần uy hiếp nạt nộ, lấy lý do [Mãn Châu hạ nhân chi nữ] mà khuyên can, vì Hách Xá Lý thị vốn là thứ xuất, sao có thể đem thứ xuất làm Hoàng hậu. Lời này của Ngao Bái không chỉ lăng nhục cháu gái Sách Ni, mà còn lăng nhục cả Khang Hi Đế vì Khang Hi Đế vốn là thứ xuất, mẹ đẻ là Hiếu Khang Chương hoàng hậu vốn là tần phi của Thuận Trị Đế. Bên cạnh đó, tư duy người Mãn thời sơ kỳ tôn sùng thân phận dòng dõi rất cao. Ngao Bái bên cạnh lấy lý do Hách Xá Lý thị là con vợ lẽ, còn dùng lý do Hách Xá Lý thị là một dòng dõi kém, nếu so với Nữu Hỗ Lộc thị của Át Tất Long. Vì bởi lẽ, Sách Ni tuy là Phụ chính đaị thần, quan hàm cao quý, song xuất thân Hách Xá Lý thị rất thấp, chỉ là người dân thường ở Hải Tây, không có chức Bộ trưởng hay Lộ trưởng, trong khi đó Át Tất Long xuất thân cao quý Nữu Hỗ Lộc, thế tập Lộ trưởng của Anh Ngạch địa phương. So sánh thì dòng dõi của Sách Ni hoàn toàn thua xa. Tuy nhiên, vào cuối cùng thì Chiêu Thánh Thái hoàng thái hậu vẫn thành công chọn được Hách Xá Lý thị đăng vị Hoàng hậu.

## Đại hôn và cuộc sống hôn nhân
Năm Khang Hi thứ 4 (1665), ngày 7 tháng 7 (toàn bộ là âm lịch), Hách Xá Lý thị chính thức được Khang Hi Đế cử hành lễ nạp thái.
Ngày 7 tháng 9, vì ngày tiếp theo sẽ là ngày tốt, nên trong ngày này Khang Hi Đế tiến hành tế cáo Thiên địa, Thái miếu, Xã tắc. Sang ngày 8 tháng 9, tại Bắc Kinh cử hành Đại hôn điển lễ, là Hoàng hậu thứ 3 từ khi Đại Thanh nhập quan, và là Hoàng hậu thứ hai được cử hành đại hôn nhập cung. Như vậy, thiếu nữ Hách Xá Lý thị phong phong quang quang trở thành Hoàng hậu. Năm đó bà 13 tuổi.
Căn cứ tài liệu 《Khang Hi triều trữ vị đấu tranh ghi lại sự thật - 康熙朝储位斗争记实》 của học giả Hoa kiều Ngô Tú Lương, đại lễ đại hôn diễn ra rất long trọng:
| “                            | Lễ nghi trình tự cơ hồ hoàn toàn dựa theo truyền thống dân tộc Hán, ở giữa cũng có lẫn vào tập tục cũ của người Mãn Châu, rõ ràng nhất chính là, lễ Nạp thái (纳彩; tặng lễ phẩm đến nhà tân nương, là bước thứ nhất của lễ đính hôn), quà tặng là ngựa cùng yên ngựa. Trước hôn lễ, quan viên từ Khâm Thiên giám chọn một ngày tốt, Hoàng đế phái Nội vụ phủ Đại thần cầm đầu đoàn người, trong đó bao gồm ba vị Công chúa, ba vị Nhiếp chính đại thần phu nhân cùng với Nội thị cùng Thị vệ, đem quà tặng đưa đến nhà tân nương. Kế có 10 tuấn mã thắt dây cương đầy đủ, 10 trượng khôi giáp, 100 thất gấm vóc, cùng với 200 thất vải dệt mặt khác tinh mỹ. Cha của tân nương là Cát Bố Lạp cùng ông nội Sách Ni đưa thành viên nam trong nhà, Sách Ni phu nhân đưa thành viên nữ trong nhà ra nghênh lễ. Cả nhà chia ra 2 bên sân viện, hướng phía Bắc lạy 3 lạy (do Hoàng đế bảo tọa hướng về mặt Nam), cảm tạ Hoàng thượng ân sủng. Ngày 7 tháng 9, tức là trước Đại hôn lễ một ngày. Hoàng đế phái Mãn Châu đại thần tế cáo Thiên địa, Thái miếu, Xã tắc. Cùng ngày, hành lễ Nạp sính (纳聘). Sính lễ bao gồm: hai vạn hai hoàng kim, một vạn lượng bạc trắng, một cái kim trà vại, hai cái bạc trà vại, một đôi rương bạc, một ngàn thất gấm vóc, hai mươi phó yên ngựa, cùng bốn mươi con tuấn mã. Khi đến nhà gái, hành lễ nghênh cùng quỳ bái đều như lễ Nạp thái. Ngày 8 tháng 9, cử hành Đại hôn lễ. Khang Hi Hoàng đế tiến vào Thái Hòa điện xem qua phong sách cùng kim ấn của Hoàng hậu. Tiếp theo, Hoàng đế đem hai kiện tượng trưng của Hoàng hậu giao cho Khâm phái sứ thần, sứ thần tay phủng sách bảo, chúng hầu thần theo đuôi sau đó, đưa đến sau để. Hoàng hậu nhận nhận được này hai kiện tượng trưng vật, được rồi quỳ lạy lễ, ngồi kiệu đưa đến Hoàng cung. Kiệu trước từ 4 vị đại thần phu nhân dẫn dắt, kiệu sau có 7 vị đại thần phu nhân đi theo, các bà toàn bộ cưỡi ngựa mà đi. Hai bên là các Thị vệ Thị hầu hộ tống, còn các tùy tùng của Hoàng hậu theo lối ngự đạo trong cung mà đi theo. Lúc này Khang Hi Đế mặc Đại hôn lễ phục, đến trước Thái hoàng thái hậu cùng Hoàng thái hậu tạ ơn, rồi lại đến Thái Hòa điện ban yến hội cho người nhà của Hoàng hậu cùng các đại thần. Lúc này Hoàng hậu đang ngồi đợi ở trong Khôn Ninh cung. Cùng lúc đó, Hoàng thái hậu đưa các Nhiếp chính đại thần phu nhân, cùng nữ quyến nhà mẹ của Hoàng hậu đến Từ Ninh cung dự yến cùng Thái hoàng thái hậu. Buổi chiều, đại hôn lễ lấy truyền thống Hợp cẩn (合卺) của người Hán mà kết thúc. Sau khi đại yến, Hoàng đế cùng Hoàng hậu lưu lại trong cung. Ngày hôm sau, Hoàng đế dụ Lễ bộ soạn dâng tôn hiệu cho Thái hoàng thái hậu cùng Hoàng thái hậu. Cũng trong ngày đó, Hoàng hậu đến trước Thái hoàng thái hậu và Hoàng thái hậu hành đại lễ yết kiến. | ” |
| — Đại hôn lễ của Khang Hi Đế | |   |

Sách văn viết:
| “                                             | 朕惟乾坤德合，式隆化育之功。内外治成，聿懋雍和之用。典礼于斯而备，教化所由以与。咨尔何舍里氏乃内大臣噶布喇之女也。世德钟祥，崇勋启秀。柔嘉成性，宜昭女教于六宫。贞静持躬，应正母仪于万国。兹仰承太皇太后懿命，以册宝立尔为皇后。其尚弘资孝养，克赞恭勤。茂本支奕叶之休，佐宗庙维馨之祀。钦哉。 ... Trẫm duy Càn Khôn đức hợp, thức long hóa dục chi công. Nội ngoại trị thành, duật mậu ung hòa chi dụng. Điển lễ vu tư nhi bị, giáo hóa sở do dĩ dữ. Tư nhĩ Hách Xá Lý thị, nãi Nội đại thần Cát Bố Lạt chi nữ dã. Thế đức chung tường, sùng huân khải tú. Nhu gia thành tính, nghi chiêu nữ giáo vu lục cung. Trinh tĩnh trì cung, ứng chính mẫu nghi vu vạn quốc. Tư ngưỡng thừa Thái hoàng thái hậu ý mệnh, dĩ sách bảo lập nhĩ vi Hoàng hậu. Kỳ thượng hoằng tư hiếu dưỡng, khắc tán cung cần. Mậu bổn chi dịch diệp chi hưu, tá tông miếu duy hinh chi tự. Khâm tai. | ” |
| — Sách văn phong Hách Xá Lý thị làm Hoàng hậu | |   |

Ngày 10 tháng 9, Hoàng đế ngự Thái Hòa điện, chư vương đại thần đến làm lễ triều hạ, kết thúc Đại hôn điển lễ. Ban chiếu cáo thiên hạ. Chiếu thư viết rằng:
| “                                                        | 帝王承天立极，作民父母，使四海同伦，万方向化。匪独外治，盖亦内德茂焉。故政教弘敷，肇先宫壸，所以共承宗庙，助隆孝养。绵本支，睦九族，甚钜典也。朕祗缵鸿基，笃念伦纪，兹者圣祖母昭圣慈寿恭简安懿章庆敦惠太皇太后，深惟婚礼为天秩之原、王化之始，遴选贤淑，俾佐朕躬，正位中宫，以母仪天下。钦遵慈命，虔告天地宗庙，于康熙四年九月初八日，册立内大臣噶布喇之女赫舍里氏为皇后。朕躬暨后，允修厥德，夙夜敬勤，期克绍于徽音，庶俾薄海内外。丕协伦常，洽被仁恩，聿臻上理。布告天下，咸使闻知。 ... Đế vương thừa thiên lập cực, tác dân phụ mẫu, sử tứ hải đồng luân, vạn phương hướng hóa. Phỉ độc ngoại trị, cái diệc nội đức mậu yên. Cố chính giáo hoằng phu, triệu tiên cung khổn, sở dĩ cộng thừa tông miếu, trợ long hiếu dưỡng. Miên bổn chi, mục cửu tộc, thậm cự điển dã. Trẫm chi toản hồng cơ, đốc niệm luân kỷ, tư giả Thánh tổ mẫu Chiêu Thánh Từ Thọ Cung Giản An Ý Chương Khánh Đôn Huệ Thái hoàng thái hậu, thâm duy hôn lễ vi thiên trật chi nguyên, vương hóa chi thủy, lấn tuyển hiền thục, tỉ tá trẫm cung, chính vị trung cung, dĩ mẫu nghi thiên hạ. Khâm tuân từ mệnh, kiền cáo Thiên địa, Tông miếu, vu Khang Hi tứ niên, cửu nguyệt sơ bát nhật, sách lập Nội đại thần Cát Bố Lạt chi nữ Hách Xá Lý thị vi Hoàng hậu. Trẫm cung ký hậu, duẫn tu quyết đức, túc dạ kính cần, kỳ khắc thiệu vu huy âm, thứ tỉ bạc hải nội ngoại. Phi hiệp luân thường, hiệp bị nhân ân, duật trăn thượng lý. Bố cáo thiên hạ, hàm sử văn tri. | ” |
| — Chiếu cáo thiên hạ ngày 10 tháng 9, năm Khang Hi thứ 4 | |   |

Khoảng 2 năm sau đại hôn (1667), Sách Ni bệnh mất, Tô Khắc Xa Kháp bị Ngao Bái vu hãm. Nhìn cảnh Ngao Bái ngày một cuồng vọng, tâm ý đoạt ngôi đã rõ khiến Khang Hi Đế rất lo ngại. Cuối cùng, Khang Hi Đế quyết định nghe theo thúc phụ của Hoàng hậu là Sách Ngạch Đồ, vây bắt Ngao Bái, triệt toàn bộ thế lực của y.
Hách Xá Lý Hoàng hậu hiền lương thục đức, thống lĩnh Hậu cung, giúp Khang Hi Đế không ít việc chính sự, đối với Thái hoàng thái hậu muôn phần tôn kính, được Chiêu Thánh Thái hoàng thái hậu và Nhân Hiến Hoàng thái hậu yêu thương. Dù khi tuyển làm Chính cung Hoàng hậu hoàn toàn là mục đích chính trị, nhưng Hách Xá Lý thị chưa đến 16 tuổi lại có cử chỉ đoan trang, hết mực cung kính hiểu chuyện, bà giành được hết sự tín nhiệm của Khang Hi Đế một cách thuyết phục, và từ đó trở thành người vợ mà ông tâm niệm nhất.
Năm Khang Hi thứ 8 (1669), ngày 13 tháng 12 (tức ngày 4 tháng 1 năm 1670), Hoàng hậu Hách Xá Lý thị sinh ra Hoàng tử Thừa Hỗ (承祜), nhưng sang năm thứ 11 (1672) thì chết yểu. Khi nghe tin Hoàng tử hoăng thệ, Khang Hi Đế đã thất thần đau thương rất lâu, dù khi đó ông cũng đã có nhiều Hoàng tử.

## Qua đời

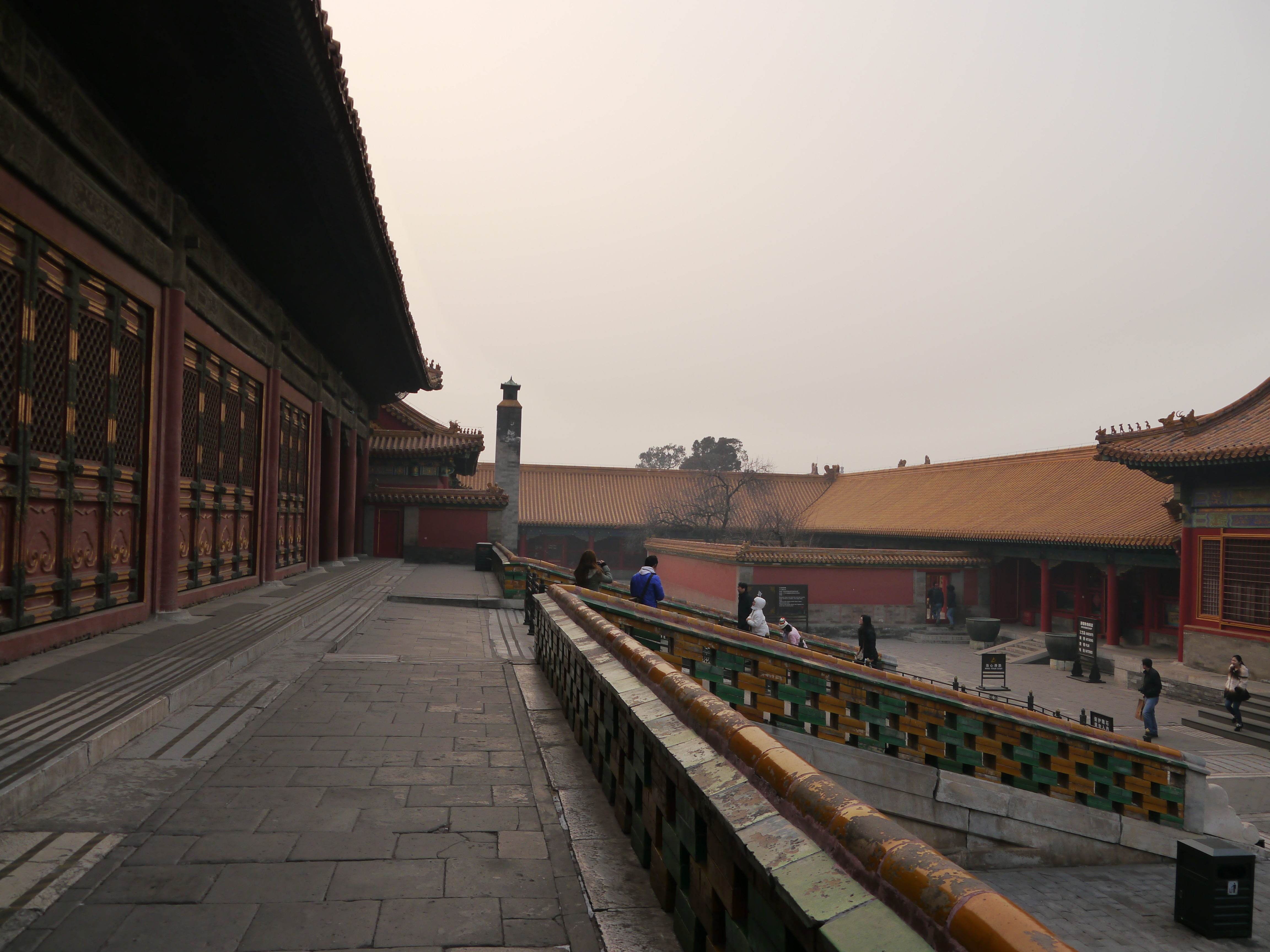
Khôn Ninh cung

Năm Khang Hi thứ 13 (1674), ngày 3 tháng 5 (tức ngày 6 tháng 6 dương lịch), Hách Xá Lý Hoàng hậu lâm bồn lần thứ hai.
Trên dưới Khôn Ninh cung tất bật bận rộn, những ma ma đỡ đẻ đã chờ sẵn, những bát đĩa, dây cắt rốn, vải lụa đỏ, bát bảo, đều đã chuẩn bị tốt, chỉ cần chờ Hoàng hậu hạ sinh. Cuối cùng, vào giờ Tỵ, mắt trời đỉnh điểm buổi trưa, Hoàng hậu sinh ra Hoàng nhị tử Dận Nhưng, Khang Hi Đế vui mừng như có đại xá, đặt ấu danh Bảo Thành (保成), hi vọng đứa nhỏ sẽ lớn lên khỏe mạnh. Nhưng rồi, Hoàng hậu do di chứng khó sinh, dẫn đến băng huyết, rơi vào trạng thái bất tỉnh. Các ngự y cấp tốc chữa trị, cứu lấy Hoàng hậu nhưng rồi vào giờ Thân, Hoàng hậu Hách Xá Lý thị trút hơi thở cuối cùng vào buổi chiều hôm ấy. Lúc đó, Hách Xá Lý hoàng hậu chỉ độ vừa 21 tuổi.
Khôn Ninh cung từ không khí vui sướng, lập tức đột biến thành bi thương. Gần mấy canh giờ sau, Khang Hi Đế từ đại hỉ vì có được Đích hoàng tử, đột ngột lại đại bi thống khi vợ chết ngay sau đó, đã ảnh hưởng nghiêm trọng đến tinh thần của Hoàng đế. Sau khi Hoàng hậu bạo băng, tử cung của bà được tạm đặt ở tư điện của Hoàng đế là Càn Thanh cung. Ngày 5 tháng 5, Khang Hi Đế đặt tử cung ở Tây phương của Tử Cấm Thành.
Ngày 8 tháng 5, dụ Lễ Bộ: "Hoàng Hậu Hách Xá Lý thị, làm thê tử của trẫm đã qua 10 năm. Bên trên, đối Thái hoàng thái hậu và Hoàng thái hậu hết sức chân thành, hiếu thuận. Giúp trẫm nội trị, càng hết mực cẩn trọng, chu đáo. Bên dưới, đối người rộng lượng, khoan dung. Dạy dỗ lễ nghĩa cung đình. Thục đức sáng rọi. Thế mà, than ôi, tại năm Khang Hi thứ 13, ngày mùng 3 tháng 5 băng thệ. Mang theo nỗi nhớ về sự thuần khiết, tốt đẹp, đức hạnh mẫu mực của nàng. Tràn đầy đau đớn, tưởng niệm sâu sắc. Nên cần xưng thụy. Để truyền cho con cháu đời đời. Văn chương do Nội Các Hàn Lâm viện cùng nhau nghĩ tấu. Thuận theo điển lễ, các ngươi nghe rõ mà làm".
Vì Đại hành Hoàng hậu băng thệ, Khang Hi Đế cho nghỉ triều 5 ngày, lệnh từ Chư vương đến đại thần, Công chúa, Vương phi và Bát kỳ Nhị phẩm mệnh phụ trở lên đến khóc tang. Cầm phục 27 ngày. Lấy quân hưng, miễn Trực Lệ các tỉnh văn võ quan tụ tập đầy đủ khóc tang chế phục. Lệnh các quan dâng hương. Mậu Thần, phụng Đại hành Hoàng hậu tử cung đến bên ngoài Tây Hoa môn (西华门), Hoàng đế đích thân đến đưa. Liên tiếp những ngày sau đó, Khang Hi Đế đều đích thân đến tế rượu, khóc tang. Ngày Canh Dần, phụng di Đại hành Hoàng hậu tử cung, tới Củng Hoa thành, phía Bắc của Bắc Kinh. Hoàng đế đích thân tới đưa. Chư vương, văn võ quan viên đều tụ tập đầy đủ bên ngoài Tây An môn, khóc tang quỳ đưa. Phụng an tử cung xong. Khóc tang hành lễ.
Ngày 27 tháng 6 (âm lịch), Khang Hi Đế mặc áo trắng đến Thái Hòa môn, tuyên sách tặng Đại Hành hoàng hậu thụy hiệu là Nhân Hiếu Hoàng hậu (仁孝皇后). Cùng ngày, mệnh Trang Thân vương Bác Quả Đạc, Khang Thân vương Kiệt Thư cùng bê sách bảo, tiến hành đại lễ dâng thụy hiệu cho Hoàng hậu. Ngày hôm sau, lễ thành, chiếu cáo thiên hạ.
Sách thụy văn cho Nhân Hiếu Hoàng hậu:
| “                                                    | 大行皇后册文曰：朕惟王化肇于闺门，洵藉内庭之助；阴教成于宫壶，尤资后德之贤。故皇英嫔而帝道兴，任姒妇而王图永。缅稽淑行，载藉攸存。惟翚服之有光，斯彤管其纪盛。 聿彰令闻，爰著徽称。 皇后何舍里氏，毓自名门，躬全懿范。作朕元配，正位中宫。慈惠本乎性成，柔嘉维则；温恭笃于天赋，礼度攸娴。主雅化于闺闱，表芳型于海宇。勤两宫之孝养，婉以承颜；遇九御以宽和，恩能逮下。苹蘩时饬，克佐精诚。濣濯常衣，允昭节俭。箴规之益，赞宵旰而弥勤；贞顺之风，御家邦而式化。方期永绥福履，讵意顿隔音容！月掩椒涂，鉴亡兰殿。朕心伤悼，率土悲哀。怀哲思贤，惓徽音于靡尽；扬休玄誉，垂鸿号于无疆。彝典式遵，崇褒用锡。特以册宝，谥曰仁孝皇后。 呜呼！圣善弘宣，奕世颂祎褕之盛；母仪备美，千秋耀琬琰之辉。灵其有知，膺兹光宠。 | ” |
| — Nguyên sách thụy Nhân Hiếu hoàng hậu - theo cổ văn | |   |

| “                                            | Trẫm: Hy vọng vương đạo giáo hóa có thể phổ cập với nữ tắc, xác thật dựa vào thê quyến trợ giúp; nữ lưu giáo dưỡng có thể dục thành ở trong cung đình, đặc biệt cùng với đức hạnh hiền thục của Hoàng hậu. Cho nên Nga Hoàng, Nữ Anh làm phi tần khiến đế vương đạo hạnh bá nghiệp hưng thịnh, Thái Nhậm, Thái Tự làm thê tử khiến kế hoạch của Đế vương có thể vĩnh cửu. Ta nhớ lại sự hiền thục đức hạnh của Hoàng hậu, đem điều đó ghi lại bằng văn tự, vĩnh cửu bảo tồn. Hy vọng quan phục của Hoàng hậu sáng rọi, bút viết ghi lại có thể miêu tả sự thịnh diễm của nó. Nay lấy văn chương ghi lại chương dương, sử nhân trong thiên hạ biết được, có thể dẫn ra điển chương, ca tụng biểu dương nàng. Hoàng hậu Hách Xá Lý thị, xuất thân từ danh môn, lấy tự thân mình làm thành tựu mỹ đức điển phạm. Nàng là kết tóc thê tử của trẫm, xứng làm chủ của hậu cung. Tường hòa thông tuệ xuất từ, thiên tính chi thuần, nhu hòa mỹ thiện, cẩn thành tuân thủ nghiêm ngặt; dịu ngoan cung kính thâm thực, bẩm sinh khí khái, lễ tiết phong độ ưu nhã nhàn thích. Ở bên trong cung nữ lưu trung chủ đạo cao nhã thuần khiết giáo hóa, ở trong nước ngoại chương hiển này dáng vẻ muôn phương ngoại tại mỹ. Cần cù mà tẫn hiếu phụng dưỡng Lưỡng cung lão nhân gia, dịu dàng hiếu thuận làm lão nhân gia tươi cười; đối đãi hậu cung nữ quyến cùng người hầu khoan dung độ lượng hòa ái, ân ngộ có thể khiến mọi người vui lòng phục tùng. Khi chủ trì hiến tế thì nghiêm cẩn, phụng cung bồi tự thành tâm một ý. Quần áo đơn giản, tự hành gột rửa, kiên trì cũng tuyên dụ tiết kiệm không khí. Đúng trọng tâm mà khuyên răn khuyên nhủ, trợ giúp xử lý trong ngoài sự vụ phi thường cần mẫn; nỗ lực thực hiện trinh tiết nhu thuận gia phong, giúp việc xã tắc cùng gia đình thể thức hóa mà có trình tự. Vốn hy vọng cùng nàng mãi mãi bước đi trên con đường hạnh phúc, nào ngờ trong chớp mắt giọng nói ấy, nụ cười ấy đã không thể gặp lại! Ánh trăng kia rốt cuộc không thể chiếu sáng cho nàng, chỉ có thể chính mắt nhìn nàng rời xa nhân thế. Trong lòng trẫm đau thương tưởng niệm, trong thiên hạ cũng đều vì nàng mà bi ai. Trẫm hoài niệm minh triết hiền đức của nàng, phương hoa mỹ danh vĩnh viễn lưu truyền. Dựa theo điển lệ ứng dư kỷ niệm, biểu dương tôn sùng phong hào. Bởi vậy riêng dùng sách thư cùng bảo tỉ, thêm thụy hào là Nhân Hiếu Hoàng hậu. Hu hí! Hoàng hậu thánh đức thiện hành hoằng dương tuyên bố, làm mọi người một thế hệ khen ngợi mỹ luân mỹ hoán nổi danh của nàng; Mẫu nghi phong phạm của nàng là cỡ nào hoàn mỹ không tì vết, ngàn năm vạn tái cũng tất lóng lánh mỹ ngọc nhu lệ quang huy! Nếu linh hồn của nàng ở trên trời có biết nói, hẳn là có thể tiếp thu này phân vinh quang cùng sủng ái! | ” |
| — Dịch sách thụy chiêu văn - theo bạch thoại | |   |

## Hậu sự

### Hoàng đế tiếc thương
Năm thứ 14 (1675), tháng giêng, cử Đại học sĩ Mãn - Hán mỗi quân kì 1 viên quan, đến phụng điểm với Nhân Hiếu Hoàng hậu. Ngày này cũng thăng phụ thần vị, dâng lên Phụng Tiên điện. Tháng 5 năm đó, nhân ngày kị của Nhân Hiếu Hoàng hậu, Khang Hi Đế đích thân đến hiến tế, sau đó vào ngày 3 tháng 6, tức đầy năm trăng ngày giỗ của Nhân Hiếu Hoàng hậu, Khang Hi Đế quyết định lập Dận Nhưng làm Hoàng thái tử.
Năm Khang Hi thứ 14, ngày 12 tháng 12, lấy sách lập Hoàng thái tử, Khang Hi Đế tế thiên địa, cùng tế Thái miếu, tế Xã tắc và cuối cùng là đến tế Nhân Hiếu Hoàng hậu. Ngày 13, cử hành đại lễ phong Hoàng thái tử tại Thái Hòa điện, sang ngày 17 thì đích thân đến Củng Hoa thành hiến tế Nhân Hiếu Hoàng hậu.
Năm Khang Hi thứ 15 (1677), trừ tịch, Khang Hi Đế vẫn đi làm bạn với Nhân Hiếu Hoàng hậu. Tại đây trong mấy năm liền, mỗi phùng trừ tịch trước một ngày, Khang Hi Đế đều vô ngoại lệ mà đi Củng Hoa thành làm bạn với vong linh của Nhân Hiếu Hoàng hậu, cho dù là ông đã có đông đảo phi tần. Trừ tịch năm đó, Khang Hi Đế cũng y nguyên như cũ mà mạo hiểm gió táp mưa sa tiến đến Củng Hoa thành.
Từ đây bắt đầu hằng năm đến ngày kỵ của Nhân Hiếu Hoàng hậu, Khang Hi Đế đều đích thân đến mộ phần của bà mà viếng, đặc biệt dành trọn một ngày để ở bên lăng của bà. Sử sách chỉ rõ Khang Hi Đế nổi tiếng cần cù, giải quyết chính sự không lơi nhưng vẫn có thể bỏ ra cả ngày ở bên mộ bà để thăm, chứng tỏ tình cảm nồng hậu của ông đối với người vợ xấu số. Việc này kéo dài đến năm Khang Hi thứ 38 (1699), tức là hơn 25 năm từ khi Nhân Hiếu Hoàng hậu qua đời. Cái chết của bà đã tác động sâu sắc đến Thánh Tổ Khang Hi, ông ưu buồn quá độ, xin phép Chiêu Thánh Thái hoàng thái hậu đặc cách, đem Hoàng nhị tử Dận Nhưng nuôi ở Càn Thanh cung, còn bất chấp vì Dận Nhưng, chỉ chưa tới 3 tuổi đã lập làm Hoàng thái tử. Về sau, tuy Khang Hi Đế có lập Hiếu Chiêu Nhân Hoàng hậu, Hiếu Ý Nhân Hoàng hậu, cũng đều qua đời sớm, nhưng chưa hề thấy qua cách đối đãi nào như với Nhân Hiếu Hoàng hậu.
Năm Khang Hi thứ 19 (1680), ngày 2 tháng 5, Khang Hi Đế cùng Thái tử Dận Nhưng đến Củng Hoa thành, để chuẩn bị cho ngày giỗ vào ngày mai của Nhân Hiếu Hoàng hậu. Hôm đó, Khang Hi Đế mệnh Thái tử đến tế lăng của mẫu hậu, lấy ý con trai tẫn hiếu với mẫu thân.

### Cải táng và cải thụy
Năm Khang Hi thứ 15 (1676), tháng 2, tẩm lăng của Khang Hi Đế là Cảnh lăng bắt đầu xây dựng. Cùng lúc đó bắt đầu xây dựng địa cung dành cho Nhân Hiếu Hoàng hậu. Năm thứ 16 (1677), Khang Hi Đế tự mình duyệt bản phác thảo vị trí mộ cung của Nhân Hiếu Hoàng hậu.
Năm Khang Hi thứ 20 (1681), ngày 17 tháng 2, Khang Hi Đế quyết định để Nhân Hiếu Hoàng hậu, cùng Hiếu Chiêu Hoàng hậu nhập táng vào địa cung của Cảnh lăng. Cả hai tử cung của 2 vị Hoàng hậu trong ngày đó đều từ Củng Hoa thành đến nhập táng Cảnh lăng. Khang Hi Đế mệnh Thái tử dẫn đầu chư thần đến hướng tế. Ngày 19 chính thức khải thành. Ngày 7 tháng 3, đến Cảnh lăng, đặc mệnh Khang Thân vương Kiệt Thư đến trước tử cung của Nhân Hiếu Hoàng hậu, Trang Thân vương Bác Quả Đạc (博果铎) đến trước tử cung, đọc chí chúc tế. Lễ xong, đưa linh cữu hai vị Hoàng hậu đến Hưởng điện, hôm sau kết thúc buổi lễ an táng. Đồng thời, Khang Hi Đế còn trấn an người nhà hai vị Hoàng hậu, ban thực ban vật, lấy kỳ ân sủng.
Năm Khang Hi thứ 61 (1722), tháng 12, Thanh Thế Tông Ung Chính Đế kế vị, truy thụy hiệu cho Nhân Hiếu Hoàng hậu, Hiếu Chiêu Hoàng hậu cùng Hiếu Ý Hoàng hậu. Toàn thụy mới của bà là Nhân Hiếu Cung Túc Chính Huệ An Hòa Lệ Thiên Tương Thánh Hoàng hậu (仁孝恭肅正惠安和儷天襄聖皇后).
Năm Ung Chính nguyên niên (1723), tháng 6, dâng thêm Đế thụy [Nhân] của Khang Hi Đế, thành [Nhân Hiếu Nhân Hoàng hậu]. Nhưng sau đó Ung Chính Đế thấy thụy hiệu của Nhân Hiếu Nhân Hoàng hậu có chữ trùng và lặp lại cũng không hay, nên bàn định cho cải từ [Nhân Hiếu] thành [Hiếu Thành], toàn xưng Hiếu Thành Cung Túc Chính Huệ An Hòa Lệ Thiên Tương Thánh Nhân Hoàng hậu (孝誠恭肅正惠安和儷天襄聖仁皇后). Cũng trong tháng ấy, Ung Chính Đế nghị bàn về chuyện sắp xếp thần vị của Hiếu Thành Nhân Hoàng hậu, Hiếu Chiêu Nhân Hoàng hậu, Hiếu Ý Nhân Hoàng hậu cùng Hiếu Cung Nhân Hoàng hậu dâng phụng Thánh Tổ miếu. Hiếu Thành Nhân Hoàng hậu là nguyên phối, nên để ở đầu, sau đến Hiếu Chiêu Nhân Hoàng hậu, Hiếu Ý Nhân Hoàng hậu và cuối cùng là mẹ đẻ của Tân đế, Hiếu Cung Nhân Hoàng hậu.
Cùng năm, ngày 4 tháng 9 (âm lịch), làm lễ phụng an thần vị của Khang Hi Đế vào Thái Miếu, Phụng Tiên điện. Cũng trong ngày đó, làm lễ dâng thụy hiệu cho Hiếu Thành Nhân Hoàng hậu, Hiếu Chiêu Nhân Hoàng hậu, Hiếu Ý Nhân Hoàng hậu cùng Hiếu Cung Nhân Hoàng hậu. Cũng ngày hôm đó, làm lễ đưa thần vị của bốn vị [Nhân Hoàng hậu] vào Thái Miếu, hưởng phối cùng Khang Hi Đế.
Sách thụy văn rằng:

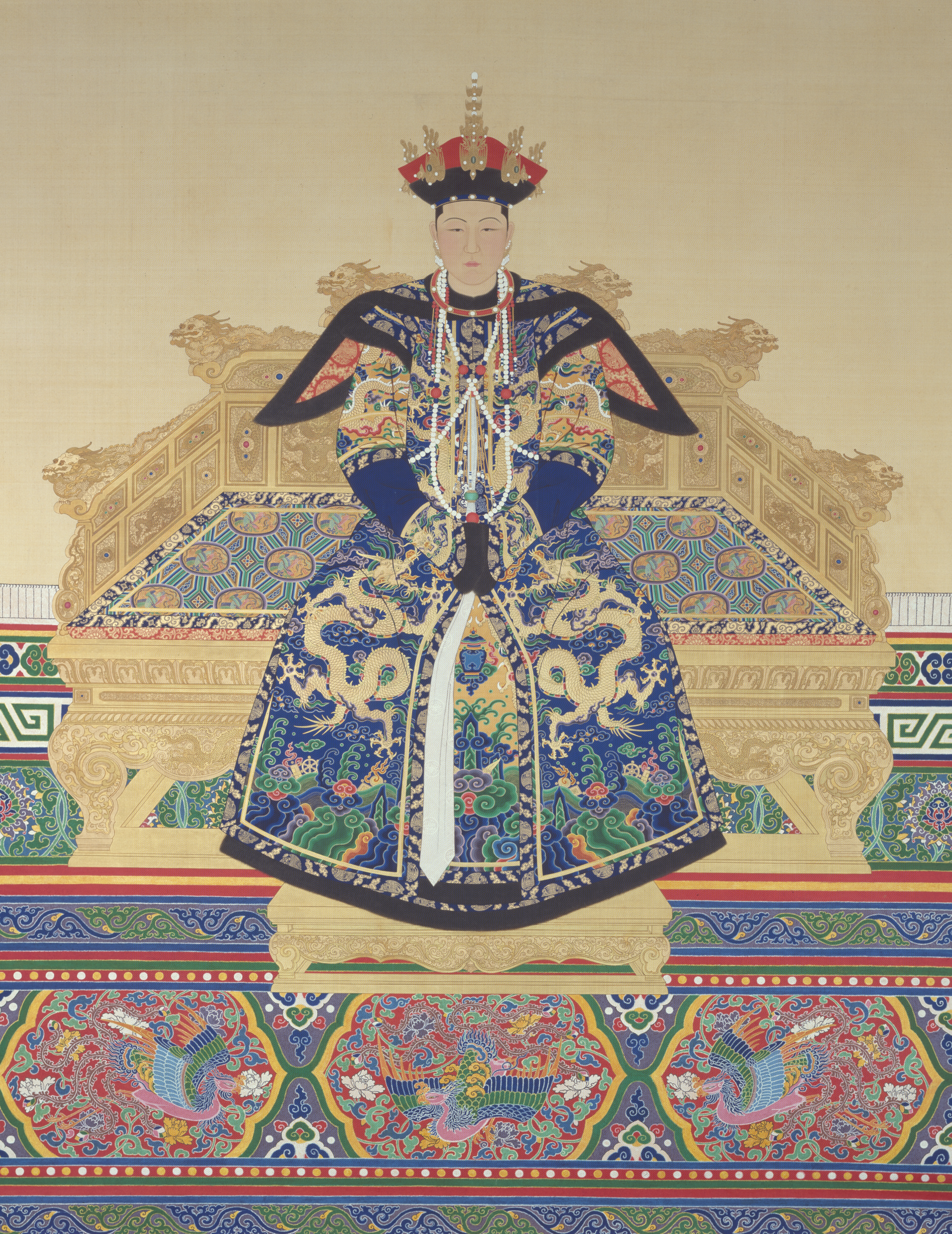
Hiếu Thành Nhân Hoàng hậu.

| “                                         | 道协坤元、树母仪而作则。化隆内治、扬圣淑以垂休。晋千秋有耀之荣称。奉万世无疆之宝册。钦惟皇妣孝诚仁皇后、庆钟厚载。德媲皇家。当先帝敕天凝命之辰。乃中宫应地含章之会。虔奉重闱之滫瀡、曲慰慈颜。洁承九庙之苹蘩、克襄孝治。仁能逮下、推惠泽于掖庭。恪以持身、赞勤劳于旰食。椒涂缅企、芳型阅久以长存。彤管昭垂、懿范如新而未远。期当升配、两仪均健顺之功。事极尊崇、奕叶著肃雝之范。刻瑶函而焕彩、彝典丕彰。依玉几以荐馨、徽音允协。谨奉册宝、恭上尊谥曰。孝诚恭肃正惠安和俪天襄圣仁皇后。伏冀慈恩默佑、锡介祉以炽昌。壸教永新、致协和于悠远。极显扬之微悃。庶灵爽之式凭。谨言。宝文曰、孝诚恭肃正惠安和俪天襄圣仁皇后之宝 . Đạo hiệp khôn nguyên, thụ mẫu nghi nhi tác tắc. Hóa long nội trị, dương thánh thục dĩ thùy hưu. Tấn thiên thu hữu diệu chi vinh xưng. Phụng vạn thế vô cương chi bảo sách. Khâm duy Hoàng tỉ Hiếu Thành Nhân hoàng hậu, khánh chung hậu tái. Đức bễ hoàng gia. Đương tiên đế sắc thiên ngưng mệnh chi thần. Nãi trung cung ứng địa hàm chương chi hội. Kiền phụng trọng vi chi tưu tủy, khúc úy từ nhan. Khiết thừa cửu miếu chi bình phiền, khắc tương hiếu trị. Nhân năng đãi hạ, thôi huệ trạch vu dịch đình. Khác dĩ trì thân, tán cần lao vu cán thực. Tiêu đồ miến xí, phương hình duyệt cửu dĩ trường tồn. Đồng quản chiêu thùy, ý phạm như tân nhi vị viễn. Kỳ đương thăng phối, lưỡng nghi quân kiện thuận chi công. Sự cực tôn sùng, dịch diệp trứ túc ung chi phạm. Khắc dao hàm nhi hoán thải, di điển phi chương. Y ngọc kỉ dĩ tiến hinh, huy âm duẫn hiệp. Cẩn phụng sách bảo, cung thượng tôn thụy viết: Hiếu Thành Cung Túc Chính Huệ An Hòa Lệ Thiên Tương Thánh Nhân Hoàng hậu. Phục ký từ ân mặc hữu, tích giới chỉ dĩ sí xương. Khổn giáo vĩnh tân, trí hiệp hòa vu du viễn. Cực hiển dương chi vi khổn. Thứ linh sảng chi thức bằng. Cẩn ngôn. Bảo văn viết, Hiếu Thành Cung Túc Chính Huệ An Hòa Lệ Thiên Tương Thánh Nhân Hoàng hậu chi bảo. | ” |
| — Sách thụy văn Hiếu Thành Nhân Hoàng hậu | |   |

Các đời Càn Long, Gia Khánh liên tiếp dâng tôn thụy cho các Tiên Hoàng hậu, thụy hiệu đầy đủ của bà thành Hiếu Thành Cung Túc Chánh Huệ An Hòa Thục Ý Khác Mẫn Lệ Thiên Tương Thánh Nhân Hoàng hậu (孝誠恭肅正惠安和淑懿恪敏儷天襄聖仁皇后).

## Hậu duệ
Hiếu Thành Nhân Hoàng hậu sinh hạ được 2 vị Hoàng tử:
1. Thừa Hỗ [承祜; 4 tháng 1 năm 1670 - 3 tháng 3 năm 1672], là Hoàng tử thứ 2 trên thực tế của Khang Hi Đế, do chết yểu nên không xếp thứ tự. Khi sinh ra, Khang Hi Đế và Hoàng hậu khi đó vừa độ 17 tuổi, cặp vợ chồng trẻ thập phần yêu quý. Đáng tiếc khi được 3 tuổi, vào năm Khang Hi thứ 11, giờ Tỵ, vào mùa xuân thì chết non.
2. Dận Nhưng [胤礽; 6 tháng 6 năm 1674 - 27 tháng 1 năm 1725], Hoàng tử thứ 2 trên số đếm của Khang Hi Đế, vì sinh ông ra mà Hiếu Thành Nhân Hoàng hậu giá băng. Lập làm Thái tử khi còn nhỏ, sau 2 lần bị phế, giáng làm Lý Thân vương (理親王). Sau khi mất thụy là Mật (密).